# الخط الكوري
فن الخط الكوري أو الخط الكوري المعروف أيضًا باسم Seoye (بالكوريَّة: 서예؛ هانجا: 書 藝)، هو فن الخط الكوري التقليدي. يشمل فن الخط في الثقافة الكورية كلاً من هانجا (الخط الصيني) وهانغول (الأبجدية الكورية الأم).
مبكراً كان الخط الكوري مقتصراً على الهانجا أو الخط الصيني الذي استخدم لأول مرةٍ لكتابة اللغة الكورية. خلال عهد سلالتي كوريو وجوسون، غالبًا ما كانت الأشياء النفعية تُنقش بالخط مثل حوامل الفرشاة والأقفال والمباخر والخزف والورنيش ومكاوي العلامات التجارية. حتى بعد اختراع الأبجدية الكورية الهانغول في عام 1443 فضل الخطاطون الكوريون الأحرف الصينية لأنهم اعتبروها الأشهر. استمر استخدام الهانجا ككتابة رسمية حتى أواخر القرن التاسع عشر. تغير هذا عندما قامت كلاً من كوريا الشمالية وكوريا الجنوبية بعد الانفصال بجعل الهانغول الكتابة الرسمية للُّغة الكورية. اليوم يقوم العديد من الخطاطين -وخاصة في كوريا الجنوبية- بتجربة أنماط جديدة من الهانغول والتي أصبحت جزءًا مهمًا من الممارسة الكبرى للخط الكوري.

## التَّاريخ
قدم الخط الصيني إلى كوريا في وقت مبكر من القرن الثاني أو الثالث قبل الميلاد، وأصبح شعبياً في القرن السابع. في القرن الثامن، أصبح كيم سينج معروفًا بأنه أول محترف(master) للخط للكوري حيث أنّ أعماله تُقارن بأعمال الخطاط الصيني البارع وانغ شيجي Wang Xizhi. في القرن التاسع، اشتهر الشاعر تشوي شيون Choe Chiwon ببراعة خطه في موطنه مملكة شلا وتانغ.
أنماط الخط الزاوي لسادة -(masters)- مملكة تانغ في وقت مبكر، «يو شينان»، «أو يانغ شون»، و«يان زنكينغ»، استمر في شعبيته حتى القرن 14، عندما أصبح أسلوب تشاو منغ فو المدَّوَّر رائجاً. أصبح الخط الكوري الشكل المتعارف عليه بشكل متزايد في السنوات التالية. يعتبرجيم جيونج هوي (김정희، 金正喜،(1786–1856 -والمعروف أيضًا باسم كيم جيونج هوي- أعظم خطاط في عهد مملكة جوسون، وكان أيضًا عالماً ورسامًا وخطاطا ووبوذياً متديناً. لقد كان بارعًا في العديد من أشكال الخطوط لكنه اشتهر بأسلوب Chusache وهو الأسلوب عريض الخط حر الشكل الذي أتقنه أثناء وجوده في المنفى في جزيرة جيجو. يُعرف باسم أسلوب chusa من اسمه المستعار 秋 史، المستوحى من كتابة lishu الصينية القديمة.
نظرًا لاستخدام الفصول الدراسية للأحرف الصينية، استخدم الخط الكوري الهانجا حتى الاحتلال الياباني لكوريا في الفترة بين 1910 إلى 1945. أدت المشاعر القومية إلى تعميم أبجدية الهانغول، وشهدت الأعمال الخطية باستخدام الهانغول انتعاشًا منذ ذلك الحين، على الرغم من أن فن الخط الهانجا لا يزال شائعًا إلى اليوم.
يطور الخط الكوري أسلوبه الخاص بثبات. يجري تطوير الخطوط غير المربعة، مع الأخذ في الاعتبار jong-sung أو الصوت الذي يأتي بعد حرف العلة.

## الأنواع
هناك خمسة أنواع رئيسية من خط الهانجا الكوري مشتقةً من الخط الصيني.
- جونسو Jeonseo (전서/篆書):

جونسو تعني خط الختم. خط الختم هي نصوص منتظمة. يُلاحظ تماثل سمكها ومساحة الخطوط الرأسية والأفقية والمنحنية. وبالتالي غالبًا ما يتم استخدامه للأختام والقطع.
- تشوسيو Choseo (초서/草書):

تشوسيو تعني الخط المتصل أو العشبية (cursive or grass). تشتهر بكفاءة خطوط الأقلام. معظم الأشخاص لا يمكنهم قراءة الخط المتصل الشدية الاتصال لأنَّه قد تتشابه الأحرف المختلفة مع بعضها البعض عند كتابتها بخط متصل.
- هايسو Haeseo (해서/楷書):

هايسو تعني الخط الكتلي (ذات كتل Block). توضع أحرف الخط الكتلي بشكل أساسي في مساحة مربعة مع كل حرف بنفس نسبة الحجم تقريبًا. غالبًا ما تستخدم الأحرف الصينية هذا الخط.
- هاينجسيو Haengseo (행서/行書):

كلمة هاينجسيو تعني الخط شبه المتصل (semi-cursive). الخط شبه المتصلة هي نوع من الأحرف الواقعة بين الخط الكتلي والخط شبه المتصل. يتميز بأنه سهل لدى معظم الناس وسريع في الكتابة وعملي أكثر.
- يسو Yeseo (예서/隸書):

يسو تعني الخط الرسمي. طُوِّرَت الخط الرسمي بتطوير خط الختم. وهي ذات شكلٍ زاويٍ ومقروءة بشكل كبير مقارنة بالخط (الكتابة) المتصل أو خط الختم.

## أدوات «الأصدقاء الأربعة»
في الخط الكوري عبارة «الأصدقاء الأربعة» تعني الورق والفرشاة وقلم الحبر، وحجر الحبر جميعها تسمى Munbangsawoo (文 房 四 友) باللغة الكورية. في فن الخط الكوري يستخدم ورق الهانجي التقليدي (韓 紙) المصنوع من التوت الكوري وهو مناسب تمامًا لامتصاص الحبر وعكس ألوانه. بالنسبة للفرشاة يتم اختيار شعر الحيوانات من نفس الطول وتحويله إلى طرف مستقيم ومدبب بشكل حاد. قلم الحبر مصنوعة من السخام من الأشجار المحترقة والغراء. يحتوي قلم الحبر الجيد على جزيئات دقيقة للغاية. أخيرًا يجب أن يكون حجر الحبر مصنوعًا من حجر ثابت لا يحدث عند طحنه بواسطة قلم الحبر أو اليشم. بالإضافة إلى الأدوات الأربعة يحتاج الخط إلى عناصر أخرى: يونجيوك yeonjeok, وعاء من الماء يستخدم لصنع الحبر باستخدام قلم الحبر، وملقط التمهيد، ووعاء للإمساك بالفرش بعد استخدامه ،مونجين munjin، وزن ورق طويل ومسطح، و Pilse، وعاء لغسل الفرشاة.

## روابط خارجية
- مقال صحفي يحتوي على صور عن الخط الكوري (بالإنغليزية)